# Сборная Швейцарии по хоккею с шайбой
Сборная Швейцарии по хоккею с шайбой — член международной федерации хоккея с момента её основания в 1908 году. Команда управляется Швейцарским хоккейным союзом (нем. Schweizerischer Eishockeyverband). По состоянию на 2024 год сборная Швейцарии находилась на 5-м месте в мировом рейтинге ИИХФ.

## История

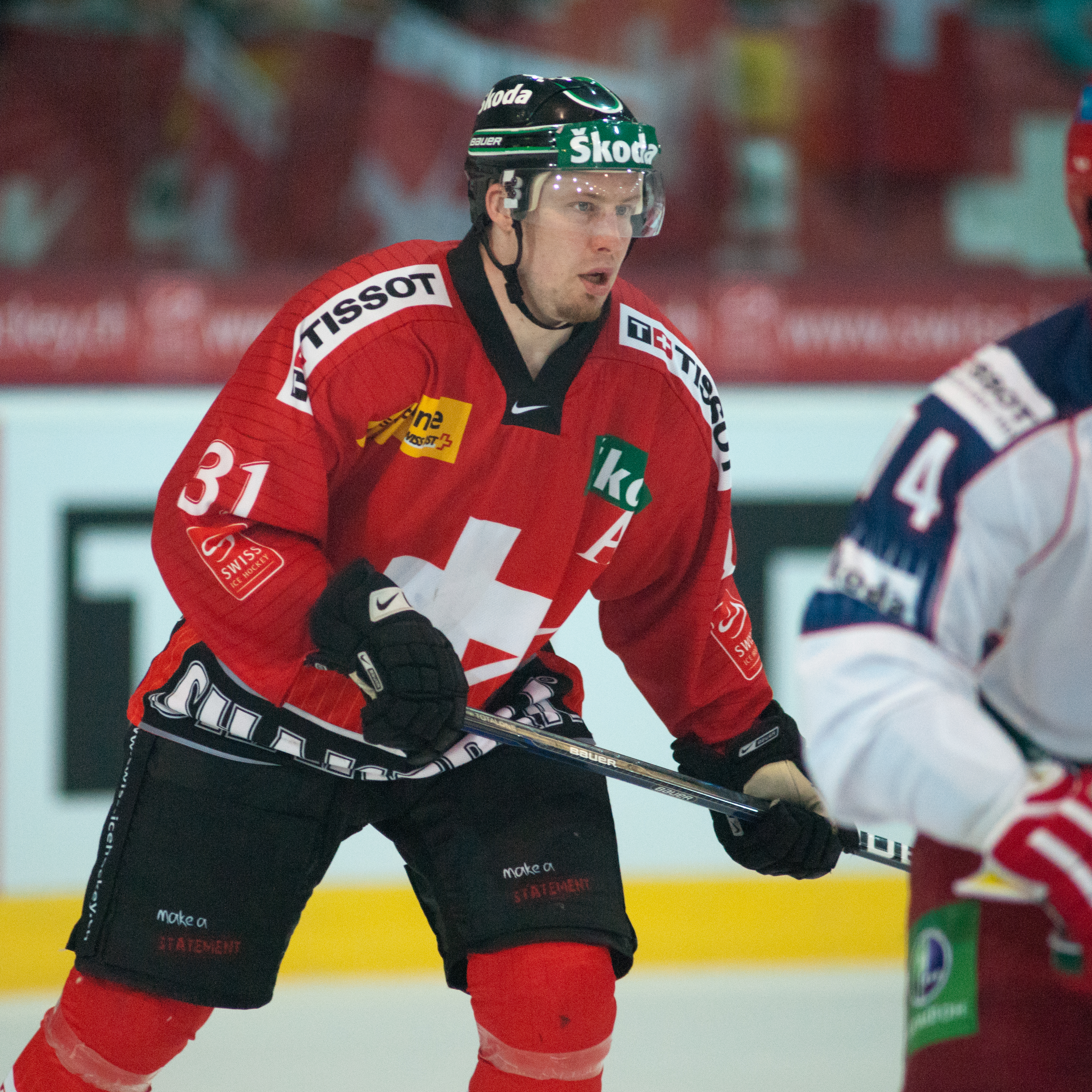
Рекордсмен сборной Швейцарии по количеству матчей защитник Маттиас Зегер

Самых больших успехов швейцарская сборная добилась в период между двумя мировыми войнами, завоевав золото на домашних чемпионате Европы 1926 года и серебро на чемпионате мира 1935 года, проходивших в Давосе. После бронзовой медали на чемпионате мира 1953 года швейцарская команда долгое время не могла выиграть медали на чемпионатах мира и Олимпийских играх, в 1992 и 1998 годах ей удавалось занимать четвёртое место.

### Чемпионат мира 2013
В 2013 году команда под руководством канадского специалиста Шона Симпсона неожиданно вышла в финал чемпионата мира в Финляндии и Швеции, сначала выиграв все 7 матчей в группе (один из них — по буллитам у сборной Канады), затем в четвертьфинале обыграв сборную Чехии (2:1), а в полуфинале — американцев (3:0). Ни в одном из 9 матчей до финала швейцарцы не пропустили более 2 шайб.
В решающем матче швейцарцы встретились со сборной Швеции, которую уже обыгрывали на групповом этапе (3:2). Счёт открыл швейцарец Роман Йоси, однако затем шведы забросили пять шайб подряд и стали чемпионами мира. Швейцарцы же повторили свой успех 78-летней давности, когда впервые сумели выиграть серебро чемпионата мира. По итогам чемпионата Роман Йоси был признан самым ценным игроком турнира и лучшим защитником. Он же вместе с другим защитником Жюльеном Воклером вошёл в символическую сборную турнира.
Сборная по разным причинам обошлась без нескольких игроков НХЛ — вратаря Йонаса Хиллера, защитников Марка Штрайта, Луки Сбисы, Янника Вебера, нападающего Дамьена Бруннера.

### Чемпионат мира 2018
На турнире в Дании команда Швейцарии под руководством бывшего игрока сборной 42-летнего Патрика Фишера заняла 4-е место в группе, одержав 4 победы в 7 матчах. Швейцария на одно очко опередила сборную Словакии, которую обыграла в личной встрече (2:0).
В четвертьфинале швейцарцы встречались с победителем другой группы — сборной Финляндии. Швейцарцы проиграли первый период (0:1), но в середине второго периода провели «ударные» 4 минуты, за которые забросили трижды (Энцо Корви, Жоэль Вермен, Грегори Хофман). Финны за оставшееся время сумели забить только одну шайбу в третьем периоде.
В полуфинале Швейцария играла с Канадой. Первый период завершился вничью (1:1), во втором периоде Хофман вывел швейцарцев вперёд, в третьем периоде в большинстве отличился швейцарец Гаэтан Хаас (единственный бросок в створ в третьем периоде у сборной Швейцарии), канадцы сумели отыграть только одну шайбу, несмотря на 18 бросков по воротам Леонардо Дженони. Швейцария второй раз за 5 лет вышла в финал чемпионата мира, где, как и в 2013 году, встретилась со сборной Швеции.
В финале швейцарцы открыли счёт в первом периоде (Нино Нидеррайтер), но шведы быстро сравняли счёт. Во втором периоде швейцарцы вновь вышли вперёд (Тимо Майер), но шведы отыгрались (Мика Зибанежад). В третьем периоде голов не было, как и в 20-минутном овертайме в формате 4 на 4. За 2,5 секунды до конца овертайма шведы попали в штангу ворот Леонардо Дженони. В серии буллитов швейцарец Свен Андригетто уже первый броском переиграл Андерса Нильссона, но затем швейцарцы не забили 4 раза подряд, а вот шведы забили дважды и выиграли матч и турнир. В составе швейцарцев на турнире было 5 серебряных призёров чемпионата мира 2013 года.

### После 2018 года
На чемпионате мира 2019 года в Словакии швейцарцы обидно проиграли Канаде в четвертьфинале: канадцы сравняли счёт за секунду до окончания основного времени, а затем выиграли в овертайме. На чемпионате мира 2021 года в Риге швейцарцы заняли второе место в группе, одержав две солидные победы над Чехией (5:2) и Словакией (8:1). При этом швейцарцы были разгромлены шведами 0:7, которые затем сенсационно не смогли выйти из группы. В четвертьфинале против Германии Швейцария вела 2:0, но позволила сопернику сравнять счёт на последней минуте основного времени, а затем немцы выиграли матч в серии буллитов. Грегори Хофман набрал 8 очков (6+2) в 8 матчах турнира.
На Олимпийских играх 2022 года в Китае на групповой стадии швейцарцы проиграли все три матча (России, Чехии и Дании). В квалификации плей-офф швейцарцы обыграли Чехию (4:2), сделав всего 18 бросков по воротам. В четвертьфинале Швейцария уступила будущим чемпионам финнам (1:5), последние две шайбы финны забросили в пустые ворота. На чемпионате мира 2022 года швейцарцы заняли первое место в своей группе, выиграв все матчи, включая победу 6:3 над канадцами. В четвертьфинале швейцарцы перебросали сборную США 33-22, но не сумели забить ни разу в ворота Джереми Свэймана и проиграли 0:3.
На чемпионате мира 2023 года швейцарцы вновь заняли первое место в своей группе, опередив канадцев. В 1/4 финала швейцарцы, как и на чемпионате мира 2021 года, уступили Германии (1:3).

### Чемпионат мира 2024
На чемпионате мира 2024 года в Чехии лидерами сборной были Кевин Фиала, Роман Йоси, Нино Нидеррайтер, Нико Хишир. На групповой стадии швейцарцы под руководством Патрика Фишера выиграли 5 матчей в основное время, по буллитам обыграли команду Чехии (2:1) и уступили 2:3 канадцам. В 1/4 финала Швейцария победила Германию (3:1). В полуфинале швейцарцы обыграли Канаду. После первого периода швейцарцы вели 2:0, дважды реализовав большинство. Но затем канадцы перехватили инициативу и перебросали швейцарцев во втором и третьем периодах со счётом 33-10. Однако счёт канадцы сравняли только за две минуты до конца третьего периода (2:2). В овертайме голов не было. В серии буллитов канадцы повели 1-0 после гола Коннора Бедарда, но затем они не смогли забить в ворота Леонардо Дженони 4 раза подряд, а у швейцарцев реализовали буллиты Кевин Фиала и Свен Андригетто. Таким образом, швейцарцы впервые с 2018 года вышли в финал чемпионата мира. 
В финале против сборной Чехии за первые два периода шайб заброшено не было, хотя обе команды попадали в штанги ворот. На 50-й минуте форвард чехов Давид Пастрняк всё же пробил Леонадо Дженони. Швейцарцы сняли в концовке вратаря, но забить не сумели, а чехи забросили ещё одну шайбу в пустые ворота и победили 2:0. Кевин Фиала набрал 13 очков (7+6) в 8 матчах и был признан лучшим нападающим и самым ценным игроком турнира. Лучшим защитником был признан Роман Йоси, набравший 12 очков (3+9) в 10 матчах, он вместе с Фиалой был включён в символическую сборную. Дженони в 10 матчах отбил 94,08 % бросков (лучший показатель среди всех вратарей) с лучшим коэффициентом надёжности — 1,39.

## Игроки сборной в НХЛ

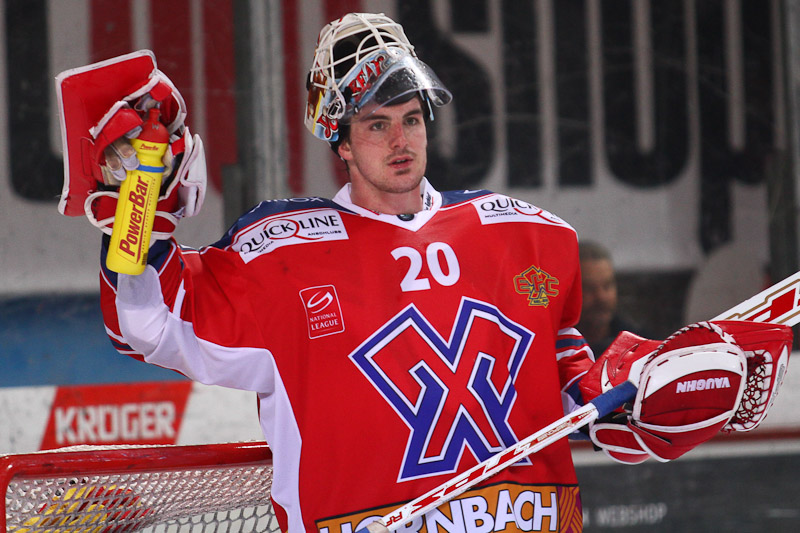
Голкипер сборной Швейцарии Рето Берра

Современный швейцарский хоккей известен своей сильной вратарской школой, целый ряд голкиперов национальной сборной имеют опыт выступлений за клубы Национальной хоккейной лиги. В НХЛ в разные годы выступали:
- Берра, Рето (род. 1987), 76 матчей в НХЛ
- Гербер, Мартин (род. 1974), 229 матчей в НХЛ
- Сенн, Жиль (род. 1996), 2 матча в НХЛ
- Хиллер, Йонас (род. 1982), 404 матча в НХЛ
- Шмид, Акира (род. 2000), 43 матча в НХЛ на окончание сезона 2023/24
- Штефан, Тобиас (род. 1984), 11 матчей в НХЛ
- Эбишер, Давид (род. 1978), 214 матчей в НХЛ
- Якс, Паули (род. 1972), 1 матч в НХЛ

Из полевых игроков в НХЛ сначала более востребованы были швейцарские защитники: Марк Штрайт, Роман Йоси, Лука Сбиса, Янник Вебер, Рафаэль Диас являются или являлись основными игроками своих клубов. Рекордсменом среди швейцарцев по количеству матчей в НХЛ был Марк Штрайт (786 игр), много лет бывший капитаном сборной, и известный также тем, что будучи защитником, мог сыграть и в нападении. Затем на первое место по матчам в НХЛ вышел Роман Йоси, который сыграл более 900 матчей.
С конца 2010-х годов годов заметную роль в НХЛ стали играть швейцарские нападающие — Нино Нидеррайтер, Тимо Майер, Кевин Фиала, Нико Хишир. Всего опыт выступления в НХЛ имеют более 40 швейцарских хоккеистов.

## Текущий состав
Состав сборной Швейцарии на Чемпионате мира 2025:
| Номер | Имя                 | Позиция    | Рост, см | Вес, кг | Дата рождения | Клуб                     |
| ----- | ------------------- | ---------- | -------- | ------- | ------------- | ------------------------ |
| 8     | Саймон Кнак         | Нападающий | 188      | 86      | 27.01.2002    | Давос                    |
| 9     | Дамьен Риат         | Нападающий | 183      | 85      | 26.02.1997    | Лозанна                  |
| 10    | Андрес Амбюль       | Нападающий | 176      | 86      | 14.09.1983    | Давос                    |
| 13    | Нико Хишир (К)      | Нападающий | 186      | 79      | 04.01.1999    | Нью-Джерси Девилз        |
| 14    | Дин Кукан           | Защитник   | 187      | 90      | 08.07.1993    | Цюрих Лайонс             |
| 15    | Грегори Хофман      | Нападающий | 184      | 90      | 13.11.1992    | Цуг                      |
| 17    | Кен Йегер           | Нападающий | 186      | 83      | 30.05.1998    | Лозанна                  |
| 21    | Кевин Фиала         | Нападающий | 178      | 93      | 22.07.1996    | Лос-Анджелес Кингз       |
| 28    | Тимо Майер          | Нападающий | 184      | 100     | 08.10.1996    | Нью-Джерси Девилз        |
| 34    | Стефан Шарлен       | Вратарь    | 193      | 95      | 30.08.2000    | Лангнау Тайгерс          |
| 43    | Андреа Глаузер (А)  | Защитник   | 182      | 86      | 03.04.1996    | Лозанна                  |
| 45    | Майкл Фора          | Защитник   | 189      | 94      | 30.10.1995    | Давос                    |
| 54    | Кристиан Марти      | Защитник   | 190      | 95      | 29.03.1993    | Цюрих Лайонс             |
| 56    | Тим Берни           | Защитник   | 183      | 86      | 11.02.2000    | Женева-Серветт           |
| 62    | Денис Мальгин       | Нападающий | 175      | 80      | 18 .01.1997   | Цюрих Лайонс             |
| 63    | Леонардо Дженони    | Нападающий | 182      | 87      | 28.08.1987    | Цуг                      |
| 71    | Йонас Зигенталер    | Защитник   | 189      | 99      | 06.05.1997    | Нью-Джерси Девилз        |
| 73    | Сандро Шмид         | Нападающий | 180      | 82      | 03.06.2000    | Фрибур-Готтерон          |
| 80    | Николас Бэхлер      | Нападающий | 188      | 92      | 23.08.2003    | Цюрих Лайонс             |
| 85    | Свен Андригетто (А) | Нападающий | 177      | 85      | 21.03.1993    | Цюрих Лайонс             |
| 86    | Джей Джей Мозер     | Защитник   | 185      | 83      | 06.06.2000    | Тампа-Бэй Лайтнинг       |
| 88    | Кристоф Берчи       | Нападающий | 178      | 84      | 05.04.1994    | Фрибур-Готтерон          |
| 95    | Тайлер Мой          | Нападающий | 186      | 92      | 18.07.1995    | Рапперсвиль-Йона Лейкерс |

| Должность            | Имя            | Гражданство | Дата рождения |
| -------------------- | -------------- | ----------- | ------------- |
| Главный тренер       | Патрик Фишер   | Швейцария   | 06.09.1975    |
| Ассистент тренера    | Рикард Франзен | Швеция      | 21.03.1968    |
| Ассистент тренера    | Марсель Йенни  | Швейцария   | 02.03.1974    |
| Ассистент тренера    | Ян Кадье       | Швейцария   | 17.03.1980    |
| Тренер вратарей      | Томас Боймле   | Швейцария   | 25.09.1984    |
| Генеральный менеджер | Бенуа Пон      | Швейцария   | 03.05.1975    |

## Форма

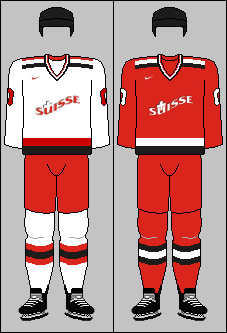
ОИ-1998
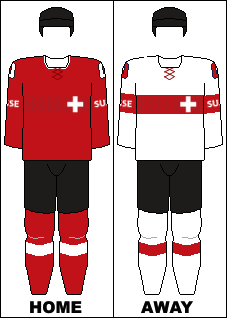
ОИ-2014
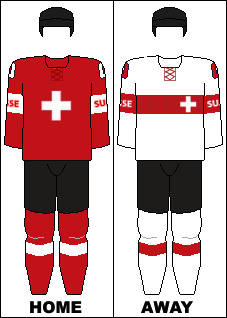
2014-2016
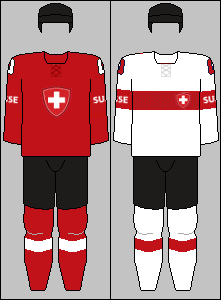
ЧМ-2017
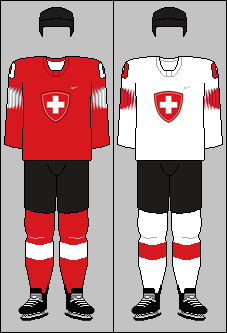
ОИ-2018
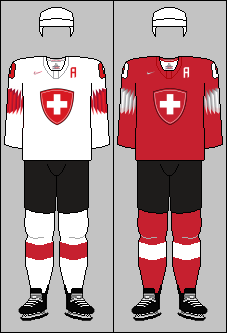
2018-2021
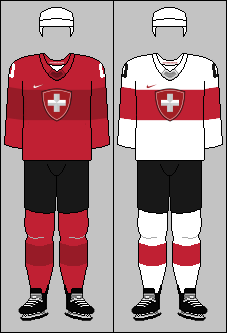
ОИ-2022